# Глас тишине
Глас тишине је књига Хелене Блавацки. Написана је у Фонтенблоу и први пут објављена 1889.  Према Блавацој, реч је о преводу фрагмената из свете књиге са којом се сусрела током студија на Истоку, под називом „Књига златних заповести”.

## Структура дела
Дело, чији је пуни назив Глас тишине и други одабрани фрагменти из „Књиге златних поука“ , састоји се из три дела.
- Глас тишине
- Два начина
- Седам капија

Текст без предговора и прилога обухвата 75 страница малог формата.

## Порекло
Блавацка је у предговору нагласила да то не представља њено сопствено дело, већ преводе делова „Књиге златних учења”. Током свог боравка на Тибету научила их је напамет и стога је само морала да их запише. Оригинални енглески текст је у великој мери испресецан санскритским и тибетанским техничким терминима, што га чини много тежим за читање. Из тог разлога, у неким преводима ови термини и оригинални изрази су представљени у фуснотама.

## Везе
Написано у потпуности у традицији источњачких филозофија, дело има бројне паралеле са хиндуизмом. Нешто слично се може наћи у Ведама, посебно у Упанишадама, али и у Бхагавадгити. Такође постоји сагласност о будизму. Овде је важан зен научник др. Даисетз Теитаро Сузуки описао је књигу као праву махајану (The Middle Way, август 1965, стр. 90.) и написао о њој: „Без сумње, Хелена Блавацки је била упућена у дубље стране учења [[Махаиане]], а затим објавила оно што је сматрала мудро..."(Источни будисти, стара серија, 5:377). Далај Лама, традиционално пријатељски настројен према учењу теозофије, дао је Сателдорф превод са предговором 1997. године као израз свог слагања.

## Пријем
Рецензент Источног будистичког друштва Д. Т. Сузукија је прокоментарисао: „Несумњиво је госпођа Блавацка на неки начин била упућена у дубљу страну учења махајане, а затим је западном свету дала оно што је сматрала мудрим...“  У часопису Будистичког друштва, Сузуки је коментарисао: „овде је прави махајана будизам“. 
14. Далај Лама је написао предговор за стогодишњицу издања Конкорд Грове Прес-а.